# Таволга обыкновенная
Та́волга обыкнове́нная, или Лаба́зник обыкновенный, или Лабазник шестилепестко́вый (лат. Filipéndula vulgáris) — растение семейства Розовые (Rosaceae), типовой вид рода Лабазник, или Таволга (Filipendula). Растение также известно под названием Земляные орешки.

## Ботаническое описание
Многолетнее растение.

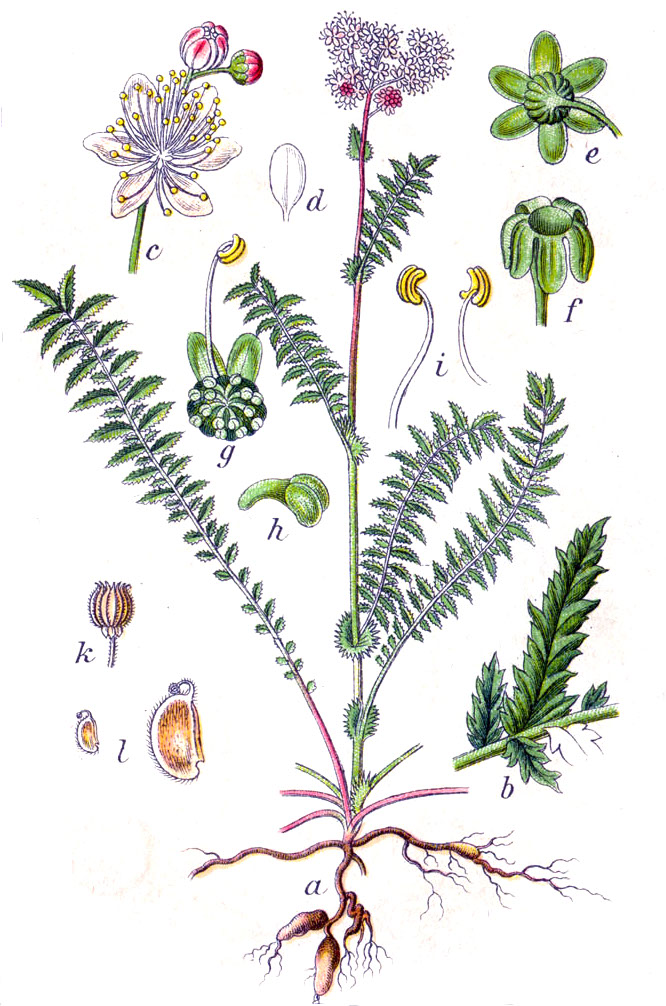

Корневище с клубневидными утолщениями («орешками») на корнях.
Стебель прямой, тонкий, высотой 80 см.
Листья в прикорневой розетке, перистые.
Цветки мелкие, белые или беловатые, шестилепестные. Соцветия многоцветковые, щитковидно-метельчатые.
Плоды — опушённые листовки.
Цветёт в июне — июле. Плоды созревают в июле — августе.

## Распространение и экология
Ареал — Европа (кроме арктических и южных районов), Турция, Сирия, Марокко. На территории России произрастает на Урале, Алтае, Дальнем Востоке, Камчатке, Сахалине, в центральных и южных районах европейской части.
Растёт на недостаточно увлажнённых почвах — на лугах, лесных опушках, полянах, степных склонах.

## Химический состав
Корневище содержит флавоноиды, гликозид гаультерин, дубильные вещества, много крахмала и небольшое количество аскорбиновой кислоты. В надземной части обнаружены эфирное масло, следы синильной кислоты; в семенах — 6 % жирного масла; в листьях — 0,25—0,29 % аскорбиновой кислоты, каротин, таниды.
В листьях содержится от 250 до 291 мг % аскорбиновой кислоты.
| Фаза     | Воды (в %) | От абсолютного сухого вещества в % | От абсолютного сухого вещества в % | От абсолютного сухого вещества в % | От абсолютного сухого вещества в % | От абсолютного сухого вещества в % | Источник и район             |
| Фаза     | Воды (в %) | золы                               | протеина                           | жира                               | клетчатки                          | БЭВ                                | Источник и район             |
| -------- | ---------- | ---------------------------------- | ---------------------------------- | ---------------------------------- | ---------------------------------- | ---------------------------------- | ---------------------------- |
| Цветение | 9,0        | 7,7                                | 13,0                               | 4,1                                | 17,5                               | 57,7                               | Ларин и др., 1929, Казахстан |

## Хозяйственное значение и использование
Богатые крахмалом корневые клубни съедобны, имеют приятный вкус. Цветки, содержащие эфирное масло, используют как суррогат чая, для ароматизации пива и вина.
Хороший летний медонос, даёт много нектара и пыльцы.
Растение очень декоративно во время цветения.
Сельскохозяйственными животными на пастбищах поедается плохо, в сене — лучше. Клубни служат кормом кабанам.
В качестве лекарственного сырья используют корневище и корень таволги обыкновенной (лат. Rhizoma et radix Filipendulae hexapetalae). Сырьё заготавливают осенью. Растение обладает вяжущим и мочегонным действием, его применяют при воспалениях слизистой оболочки желудочно-кишечного тракта, заболеваниях почек и мочевыводящих путей. Корни входят в состав сбора по прописи М. Н. Здренко, применяемого при папилломатозе мочевого пузыря, анацидном гастрите и язвенной болезни желудка.
В народной медицине растение использовали как слабовяжущее, при язвенной болезни желудка, эпилепсии, укусах бешеных собак, при мочекаменной болезни, мигрени, кожных болезнях, связанных с нарушением обмена веществ, укусах ядовитых змей, как кровоостанавливающее средство при маточных кровотечениях, при белях, геморрое, ревматизме.

## Классификация

### Таксономия
- Filipendula vulgaris Moench, 1794, Methodus : 663

Вид Таволга обыкновенная относится к роду Таволга (Filipendula) и включается в семейство Розовые (Rosaceae) порядка Розоцветные (Rosales), последовательно входящего в более крупные клады Фабиды → Розиды → Суперрозиды → Эвдикоты → Цветковые растения. Таксономическая схема в соответствии с Системой APG IV по состоянию на июнь 2024 года:
|  |                          |  |                                   |                                   |                   |  | еще 8 семейств | еще 8 семейств |                          |  |  |  | еще 14 подтвержденных видов и 2 вида, ожидающих подтверждения |
|  |                          |  |                                   |                                   |                   |  | еще 8 семейств | еще 8 семейств |                          |  |  |  | еще 14 подтвержденных видов и 2 вида, ожидающих подтверждения |
|  |                          |  |                                   | порядок Розоцветные               |                   |  |                |                | род Таволга              |  |  |  |                                                               |
|  |                          |  |                                   | порядок Розоцветные               |                   |  |                |                | род Таволга              |  |  |  |                                                               |
|  | клада Цветковые растения |  |                                   |                                   | семейство Розовые |  |                |                | вид Таволга обыкновенная |  |  |  |                                                               |
|  | клада Цветковые растения |  |                                   |                                   | семейство Розовые |  |                |                |                          |  |  |  |                                                               |
|  |                          |  | ещё 63 порядка цветковых растений | ещё 63 порядка цветковых растений |                   |  |                | еще 116 родов  | еще 116 родов            |  |  |  |                                                               |
|  |                          |  |                                   | ещё 63 порядка цветковых растений |                   |  |                |                | еще 116 родов            |  |  |  |                                                               |

## Синонимы
- Filipendula filipendula (L.) Voss
- Filipendula hexapetala Gilib.
- Filipendula hexapetala Gilib. ex Maxim.
- Filipendula hexapetala f. glabra (Ducommun) Gams
- Filipendula hexapetala f. hevesiensis Degen
- Filipendula hexapetala f. pubescens (Fourr.) Gams
- Filipendula hexapetala var. pleniflora Bergmans
- Filipendula pubescens Fourr.
- Filipendula vulgaris Hill
- Filipendula vulgaris f. hevesiensis (Degen) Soó
- Spiraea angustifolia Mill.
- Spiraea dasyantha var. pubescens (Fourr.) Wenz.
- Spiraea filipendula L.
- Spiraea filipendula f. apetala Brenner
- Spiraea filipendula unr. glabra Ducommun
- Spiraea filipendula var. minor Gouan ex Cambess.
- Spiraea filipendula var. minor Gouan
- Spiraea filipendula var. pubescens Cambess.
- Spiraea filipendula var. vulgaris Cambess.
- Spiraea filipendulina E.Vilm.
- Spiraea gigantea Gand.
- Spiraea noeana Gand.
- Spiraea pubescens DC.
- Spiraea tuberosa Salisb.
- Spiraea vulgaris (Moench) Gray
- Spiraea vulgaris var. plena Gray
- Ulmaria angustifolia Rehder
- Ulmaria filipendula (L.) Hill
- Ulmaria filipendula (L.) A.Braun ex Asch.
- Ulmaria filipendula (L.) Hill ex Focke
- Ulmaria filipendula var. floreplena Rehder